# 로제노

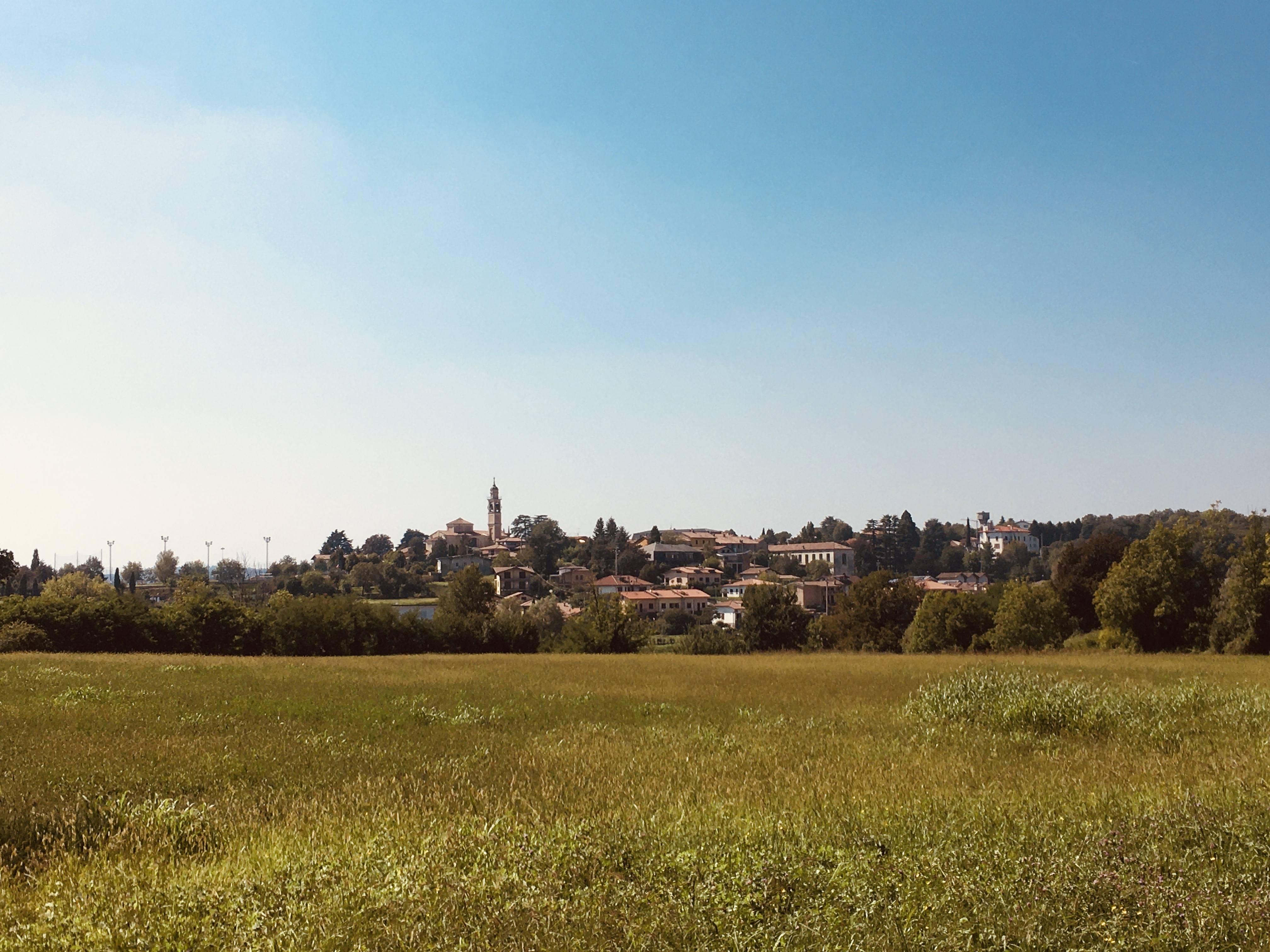

로제노(Rogeno)는 이탈리아 롬바르디아주 레코도의 코무네이다. 밀라노에서 북쪽으로 약 35킬로미터 지점, 레코에서 남서쪽으로 약 13킬로미터 지점에 위치해 있다.
로제노는 메로네를 포함한 여러 지방자치체를 경계로 두고 있다.
이 지역의 총 면적은 4.8 제곱 킬로미터, 고도는 292미터이다. 인구 수는 2016년 12월 31일 기준으로 3,149명이다.